# 庾易
庾易，字幼简，南齐新野人，后来迁居江陵。
他的性格恬静，不结交权势。建元元年（479年），荆州刺史豫章王萧嶷征辟他为骠骑参军，没有就任。临川王蕭映管理荆州，上表推荐，赏他麦一百斛。庾易对使者表示，樵夫与麋鹿为伍，临终还是穿解毛之衣；日月之车驰骋，得保自耕自种之禄，对于大王之恩，也感激很深。推辞不受，以读书写文章自乐。永明三年（485年），齐武帝下诏征他为太子舍人，没有就任。安西长史袁彖钦佩其风，赠给他鹿角书格、蚌盘、蚌研、白象牙笔。赠诗：“白日清明，青云辽亮，昔闻巢、许，今睹台、尚。”庾易以连理几、竹翘书格回赠。建武三年（496年），齐明帝诏征为司空主簿，也没有就任，之后去世。

## 家族
- 祖父：庾玫，巴郡太守。
  - 父亲：庾道骥，安西参军。
    - 庾易
    - 子：庾黔娄
    - 子：庾於陵
    - 子：庾肩吾
      - 孙：庾信